# Arktisk mikromossa
Arktisk mikromossa (Cephaloziella grimsulana) är en bladmossart som först beskrevs av J.B.Jack och Gottsche et Rabenh., och fick sitt nu gällande namn av Lacout.. Arktisk mikromossa ingår i släktet mikromossor, och familjen Cephaloziellaceae. Arten är reproducerande i Sverige. Inga underarter finns listade i Catalogue of Life.